# Cinderella eonni
Cinderella eonni (신데렐라 언니?, Sinderella eonniLR, lett. La sorella di Cenerentola; titolo internazionale Cinderella's Sister) è una serie televisiva sudcoreana trasmessa su KBS2 dal 31 marzo al 3 giugno 2010.

## Trama
Sin da quando era piccola, Song Eun-jo ha imparato a non fidarsi di nessuno e a vivere contando solo su se stessa. Quando la madre avida e manipolatrice decide di sposare Goo Dae-sung, capo di una fabbrica di vino di riso, Eun-jo non sa come comportarsi. Sia Dae-sung che sua figlia, l'effervescente e viziata Hyo-sun, la accolgono caldamente in casa loro, trattandola con una gentilezza che la giovane non riesce a sopportare. Eun-jo trova detestabile soprattutto l'ingenua Hyo-sun, che, oltre ad essere vezzeggiata da tutta la casa, riesce anche a ottenere l'affetto della matrigna, l'unica cosa che, fino a quel momento, la ragazza potesse reclamare come propria. Eun-jo decide così di privare la sorellastra di tutto ciò che ha e fa amicizia con il capo dello staff della fabbrica, Ki-hoon, il primo che riesca a vedere oltre il suo atteggiamento duro. Con il passare del tempo, Hyo-sun si accorge lentamente che sta perdendo Ki-hoon e la propria vita in favore della fredda sorellastra. Otto anni dopo, nella vita di Eun-jo ricompare Jung-woo, un ragazzo che considerava un fratello minore e che ora è determinato a conquistarla. Le sorelle Eun-jo e Hyo-sun sperimenteranno angosce e rivalità, mentre le loro personalità opposte e il loro rapporto di amore-odio le condurranno attraverso molti alti e bassi durante il passaggio dall'adolescenza all'età adulta.

## Personaggi
- Song Eun-jo/Goo Eun-jo, interpretata da Moon Geun-young.
Donna cinica e timida, Eun-jo è brava a nascondere le sue emozioni e non si affeziona facilmente agli altri. All'inizio scettica nei confronti della gentilezza del patrigno, si accorgerà che è genuina e stringerà un bel rapporto con lui. Eun-jo si innamora di Ki-hoon, che però la lascia per tornare otto anni dopo, venendo rifiutato dalla ragazza.
- Goo Hyo-sun, interpretata da Seo Woo.
Ragazza gentile e brillante, è sempre stata trattata come una principessa. Tuttavia è molto sola, pertanto è felice di sapere che avrà una nuova madre e una sorella. Accorgendosi che le due sono diverse da quel che aveva immaginato, ne resta delusa e diventa gelosa della sorellastra.
- Hong Ki-hoon, interpretato da Chun Jung-myung.
Bello, gentile e cortese, Ki-hoon riconosce se stesso in Eun-jo, ma, quando la sua difficile situazione familiare lo costringe a lasciare la fabbrica, scompare, lasciando a Eun-jo una lettera che la ragazza non riceverà mai. Torna dopo otto anni, apparentemente come spia per la compagnia della sua famiglia ricostituita.
- Han Jung-woo, interpretato da Ok Taec-yeon e Moon Suk-hwan (da bambino).
Jung-woo è il figlio adottivo di uno degli ex-amanti di Song Kang-sook. Eun-jo è la prima persona che si sia presa cura di lui quand'era bambino, pertanto egli le si è molto affezionato. Dopo otto anni riesce a ritrovarla alla fabbrica di vino di riso e le dichiara il suo amore. Jung-woo è altruista e affidabile.
- Song Kang-sook, interpretata da Lee Mi-sook.
Madre di Eun-jo. Sa come ottenere ciò che vuole, e sposa Dae-sung per il suo denaro. Inizialmente finge affetto per la sua nuova famiglia, Kang-sook ama davvero sua figlia Eun-jo, anche se a modo suo, e inizia a cambiare grazie all'amore del marito.
- Goo Dae-sung, interpretato da Kim Kap-soo.
Padre di Hyo-sun, è un uomo dal cuore gentile, sincero e amorevole. Il suo carattere tira fuori il meglio dalle persone che lo circondano.
- Yang Hae-jin, interpretato da Kang Sung-jin.
- Presidente Hong, interpretato da Choi Il-hwa.
- Dong-soo, interpretato da Yeon Woo-jin.
- Hong Ki-jung, interpretato da Go Se-won.
Fratellastro manipolatore e calcolatore di Ki-hoon, non sa di essere imparentato con lui.
- Matrigna di Ki-hoon, interpretata da Kim Chung.

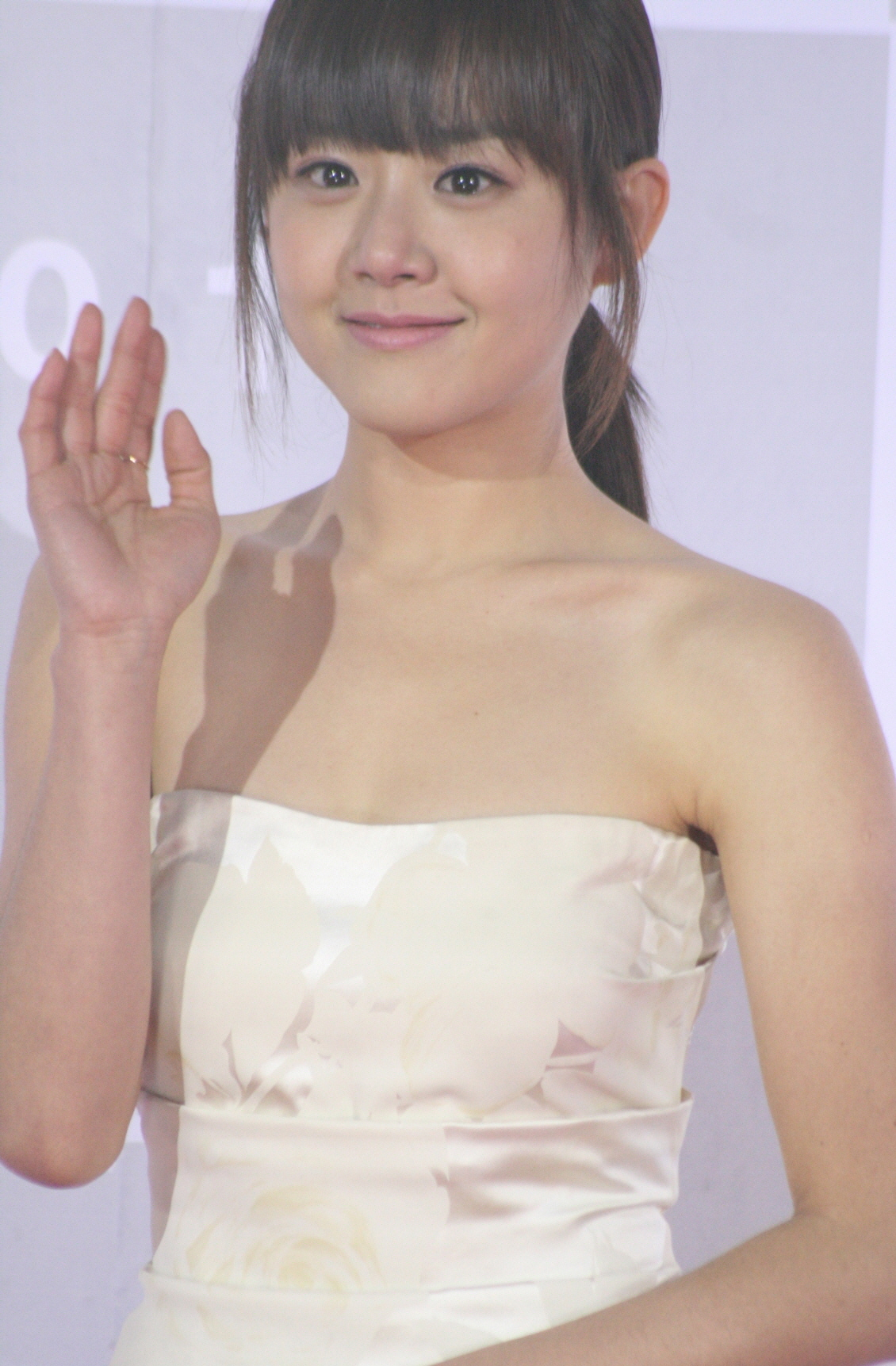
Moon Geun-young interpreta Song Eun-jo/Goo Eun-jo.
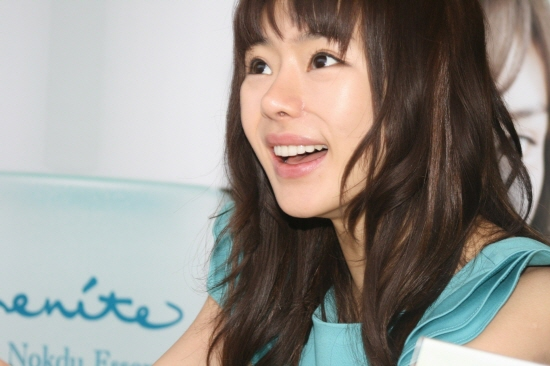
Seo Woo interpreta Goo Hyo-sun.
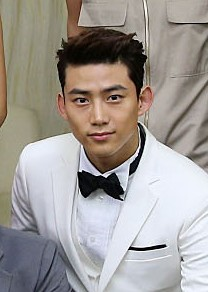
Ok Taec-yeon interpreta Han Jung-woo.
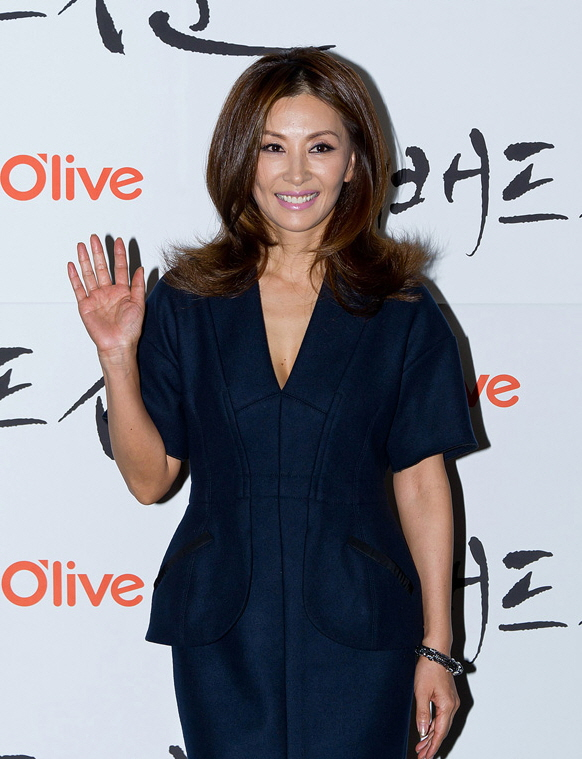
Lee Mi-sook interpreta Song Kang-sook.
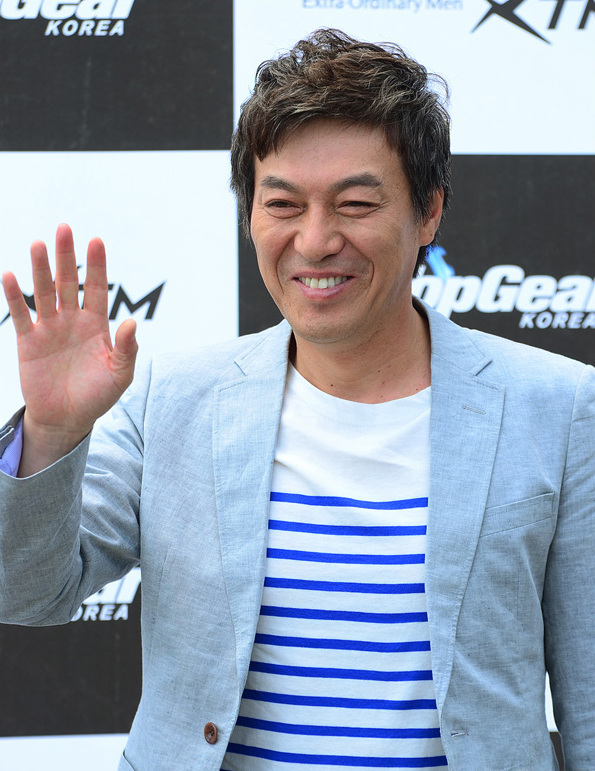
Kim Kap-soo interpreta Goo Dae-sung.

## Ascolti
| Episodio | Data di trasmissione | Dati TNMS           | Dati TNMS                  | Dati AGB            | Dati AGB                   |
| Episodio | Data di trasmissione | A livello nazionale | Area metropolitana di Seul | A livello nazionale | Area metropolitana di Seul |
| -------- | -------------------- | ------------------- | -------------------------- | ------------------- | -------------------------- |
| 1        | 31 marzo 2010        | 16,7%               | 16,2%                      | 15,8%               | 15,9%                      |
| 2        | 1 aprile 2010        | 16,4%               | 15,8%                      | 14,5%               | 15,5%                      |
| 3        | 7 aprile 2010        | 16,8%               | 16,4%                      | 16,1%               | 17,7%                      |
| 4        | 8 aprile 2010        | 18,0%               | 17,3%                      | 17,7%               | 18,2%                      |
| 5        | 14 aprile 2010       | 19,7%               | 19,1%                      | 19,1%               | 20,7%                      |
| 6        | 15 aprile 2010       | 18,6%               | 17,8%                      | 18,2%               | 19,1%                      |
| 7        | 21 aprile 2010       | 18,5%               | 17,8%                      | 17,9%               | 18,2%                      |
| 8        | 22 aprile 2010       | 19,0%               | 18,6%                      | 18,0%               | 18,2%                      |
| 9        | 28 aprile 2010       | 19,2%               | 18,8%                      | 18,7%               | 19,6%                      |
| 10       | 29 aprile 2010       | 20,8%               | 20,6%                      | 19,2%               | 20,4%                      |
| 11       | 5 maggio 2010        | 18,8%               | 18,4%                      | 18,3%               | 19,7%                      |
| 12       | 6 maggio 2010        | 20,5%               | 20,3%                      | 19,2%               | 20,7%                      |
| 13       | 12 maggio 2010       | 18,1%               | 18,4%                      | 17,3%               | 17,5%                      |
| 14       | 13 maggio 2010       | 18,7%               | 18,4%                      | 16,7%               | 17,4%                      |
| 15       | 19 maggio 2010       | 19,0%               | 19,1%                      | 17,1%               | 17,9%                      |
| 16       | 20 maggio 2010       | 16,8%               | 17,1%                      | 14,8%               | 15,1%                      |
| 17       | 26 maggio 2010       | 23,2%               | 23,8%                      | 20,2%               | 21,0%                      |
| 18       | 27 maggio 2010       | 21,0%               | 22,1%                      | 19,4%               | 20,1%                      |
| 19       | 2 giugno 2010        | 22,3%               | 23,6%                      | 20,0%               | 21,3%                      |
| 20       | 3 giugno 2010        | 22,7%               | 23,7%                      | 19,4%               | 20,6%                      |
| Media    | Media                | 19,2%               | 19,2%                      | 17,9%               | 18,7%                      |

## Colonna sonora
1. It Has To Be You (너 아니면 안돼) – Yesung
2. Calling Out (불러본다) – Luna e Krystal
3. Smile Again (스마일 어게인) – Lee Yoon-jong
4. Said It Was You (너 였다고) – JM
5. Look for My Love! (내 사랑을 구해줘!) – Pink Toniq
6. Cinderella's Sister Title (신데렐라언니)
7. 미소지으면
8. 보사노바
9. 그때 그 자리에
10. 사랑한다면
11. 뒷동산
12. Minor Waltz (마이너 왈츠)
13. 느리게 걷기
14. 후회
15. 모정
16. Look for My Love! Rock version (내 사랑을 구해줘! Rock version) – Pink Toniq

Altri brani:
1. Tree (나무) – Alex Chu
2. After Throwing Away My Heart (심장을 버린 후에) – Byul
3. Turn Around (뒤돌아봐) – JOO

## Riconoscimenti
| Anno | Premio                           | Categoria                                       | Ricevente                         | Risultato       |
| ---- | -------------------------------- | ----------------------------------------------- | --------------------------------- | --------------- |
| 2010 | BGM Cyworld                      | Hall of Fame                                    | "It Has To Be You"                | Vincitore/trice |
| 2010 | 5th Cyworld Digital Music Awards | Song of the Month (April)                       | "It Has To Be You"                | Vincitore/trice |
| 2010 | 25th Golden Disk Awards          | Digital Bonsang                                 | "It Has To Be You"                | Candidato/a     |
| 2010 | 25th Golden Disk Awards          | Popularity Award                                | "It Has To Be You"                | Candidato/a     |
| 2010 | 2nd Melon Music Awards           | Special Song OST Award                          | "It Has To Be You"                | Candidato/a     |
| 2010 | 3rd Korea Drama Awards           | Best New Actress                                | Seo Woo                           | Vincitore/trice |
| 2010 | KBS Drama Awards                 | Best Couple Award                               | Moon Geun-young e Chun Jung-myung | Candidato/a     |
| 2010 | KBS Drama Awards                 | Popularity Award, Actress                       | Moon Geun-young                   | Vincitore/trice |
| 2010 | KBS Drama Awards                 | Netizens' Award, Actor                          | Ok Taec-yeon                      | Candidato/a     |
| 2010 | KBS Drama Awards                 | Netizens' Award, Actress                        | Moon Geun-young                   | Candidato/a     |
| 2010 | KBS Drama Awards                 | Netizens' Award, Actress                        | Seo Woo                           | Candidato/a     |
| 2010 | KBS Drama Awards                 | Best New Actor                                  | Ok Taec-yeon                      | Candidato/a     |
| 2010 | KBS Drama Awards                 | Best New Actress                                | Seo Woo                           | Candidato/a     |
| 2010 | KBS Drama Awards                 | Excellence Award, Actor in a Mid-length Drama   | Chun Jung-myung                   | Candidato/a     |
| 2010 | KBS Drama Awards                 | Excellence Award, Actress in a Mid-length Drama | Moon Geun-young                   | Candidato/a     |
| 2010 | KBS Drama Awards                 | Top Excellence Award, Actor                     | Kim Kap-soo                       | Vincitore/trice |
| 2010 | KBS Drama Awards                 | Top Excellence Award, Actress                   | Lee Mi-sook                       | Candidato/a     |
| 2010 | KBS Drama Awards                 | Top Excellence Award, Actress                   | Moon Geun-young                   | Vincitore/trice |
| 2011 | 6th Cyworld Digital Music Awards | Best OST                                        | "It Has To Be You"                | Vincitore/trice |
| 2011 | 47th Baeksang Arts Awards        | Most Popular Actor (TV)                         | Ok Taec-yeon                      | Candidato/a     |
| 2011 | 47th Baeksang Arts Awards        | Most Popular Actress (TV)                       | Moon Geun-young                   | Vincitore/trice |
| 2011 | 47th Baeksang Arts Awards        | Best New Actor (TV)                             | Ok Taec-yeon                      | Candidato/a     |
| 2011 | 47th Baeksang Arts Awards        | Best Screenplay (TV)                            | Kim Gyu-wan                       | Candidato/a     |

## Distribuzioni internazionali
| Paese     | Canale/i | Prima TV                  | Titolo adottato                                  |
| --------- | -------- | ------------------------- | ------------------------------------------------ |
| Giappone  | BS Fuji  | 5 ottobre-2 novembre 2010 | シンデレラのお姉さん (La sorella di Cenerentola) |
| Filippine | ABS-CBN  | 2011                      | Cinderella's Sister                              |